# Pelobates varaldii
Pelobates varaldii es una especie de anfibio anuro de la familia Pelobatidae.
Habita en Marruecos y posiblemente en Melilla (España). Sus hábitats naturales son zonas secas de arbustos tropicales o subtropicales, los ríos, corrientes intermitentes de agua y marismas de agua dulce. Está amenazada por la pérdida de su hábitat.